# Micro-région de Heves
La micro-région de Heves (en hongrois : hevesi kistérség) est une micro-région statistique hongroise rassemblant plusieurs localités autour de Heves.